# NGC 5187
NGC 5187 (другие обозначения — MCG 5-32-29, ZWG 161.69, KUG 1327+313, IRAS13274+3123, PGC 47393) — спиральная галактика (Sb) в созвездии Гончие Псы.
Этот объект входит в число перечисленных в оригинальной редакции «Нового общего каталога».